# Cơ Quý Hữu
Cơ Quý Hữu (chữ Hán: 姬季友), tức Quý Thành tử (季成子), là vị tông chủ đầu tiên của Quý tôn thị, một trong Tam Hoàn nước Lỗ thời Xuân Thu trong lịch sử Trung Quốc.

## Thân thế
Cơ Quý Hữu là con trai thứ tư của Lỗ Hoàn công, vị vua thứ 15 nước Lỗ với phu nhân Văn Khương, con gái Tề Hi công. Hai người anh cùng mẹ là Lỗ Trang công, vị vua thứ 16 của nước Lỗ cùng công tử Thúc Nha. Ngoài ra ông còn có một người anh nữa là Cơ Khánh Phủ, do một người thiếp của cha ông sinh ra.

## Nhận cố mệnh
Năm 662 TCN, Lỗ Trang công bị bệnh, Khánh Phủ muốn được truyền ngôi, bèn nói với Thúc Nha tới gặp Trang công tiến cử mình. Trang công hỏi nên lập ai làm vua thì Thúc Nha đề nghị cho Khánh Phủ vì Khánh Phủ đã trưởng thành. Lỗ Trang công không chịu nhưng không nói ra, triệu Quý Hữu vào hỏi ý. Quý Hữu khuyên ông cứ lập con cả công tử Ban. Trang công bằng lòng.
Tuy nhiên bấy giờ thế lực của Khánh Phủ lớn mạnh, Khánh Phủ lại tư thông với Ai Khương, vợ Lỗ Trang công nên Quý Hữu tìm cách giết Thúc Nha để tiệt bớt phe cánh của Khánh Phủ. Ông gia mệnh Lỗ Trang công, gọi Thúc Nha đến và ép uống thuốc độc tự sát.

## An định nước Lỗ
Tháng 8 năm 662 TCN, Lỗ Trang công qua đời, Quý Hữu lập Cơ Ban lên ngôi. Khánh Phủ vốn tư thông Ai Khương nên hai người bàn nhau lập người con nhỏ của Lỗ Trang công và Thúc Khương (em gái Ai Khương) là công tử Khải còn ít tuổi lên ngôi. Hai tháng sau, Khánh Phủ sai một người tên Lạc giết Cơ Ban, lập công tử Khải làm vua, tức là Lỗ Mẫn công, tự mình làm phụ chính. Công tử Quý Hữu phải chạy sang nước Trần lánh nạn.
Năm 660 TCN, Khánh Phủ sai Bốc Kỳ mang quân giết chết Lỗ Mẫn công. Quý Hữu nghe tin, vội từ nước Trần trở về nước Lỗ, đón con thứ hai của Lỗ Trang công là công tử Thân chạy sang nhà Chu báo cáo và cầu cứu.
Khánh Phủ tuy giết được Mẫn công nhưng bị người trong nước căm ghét, sợ hãi cùng Ai Khương bỏ chạy sang nước Cử. Quý Hữu lập công tử Thân làm vua mới, tức là Lỗ Hi công.
Nước Cử không dung nạp Khánh Phủ. Khánh Phủ nhờ công tử Ngư xin hộ cho về nước, nhưng Quý Hữu từ chối. Khánh Phủ cùng đường phải thắt cổ tự vẫn. Không lâu sau Ai Khương bị Tề Hoàn công bắt về nước Tề giết chết.

## Sáng lập họ Quý
Sau đó Lỗ Hi công sai Quý Hữu đem binh vấn tội nước Cử không giết Khánh Phủ, quân Lỗ giành chiến thắng. Năm 659 TCN, Lỗ Hi công phong cho Quý Hữu làm Tư đồ kiêm chính khanh nước Lỗ, ban cho ở Phí Ấp, gọi là Quý tôn thị, cùng con cháu của Khánh Phủ và Thúc Nha ở đất Thành ấp (Mạnh tôn) và đất Hậu ấp cầm quyền chính nước Lỗ, lấn át vua Lỗ nhiều năm được gọi là Tam hoàn.
Năm 644 TCN, Quý Hữu qua đời. Do con ông là Trọng Vô Dật mất sớm nên cháu nội là Quý tôn Hàng Phủ mới 8 tuổi thế tập.